# Matti Åkerblom
Matti Åkerblom ou Mats Åkerblom (né Pärnä en 1740 à Eräjärvi et mort en 1819) est un maître d'œuvre et bâtisseur d’églises finlandais.

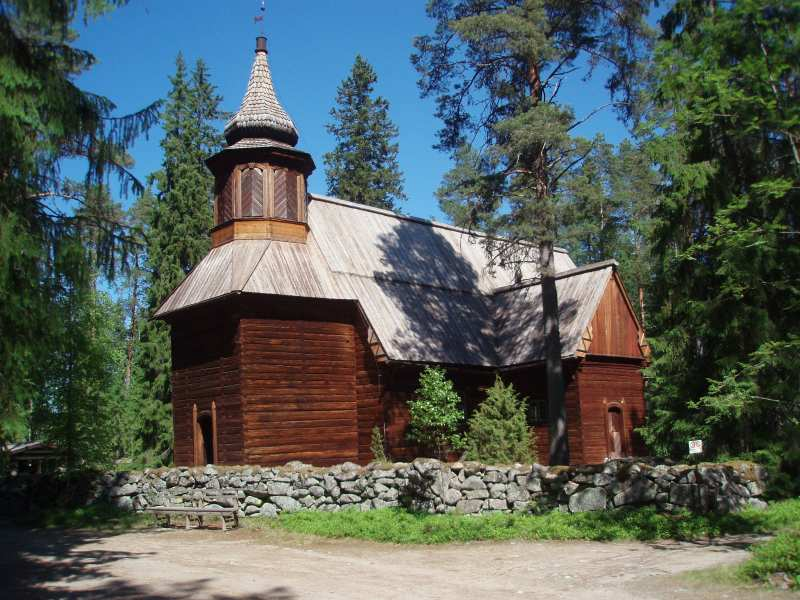
Ancienne église de Pihlajavesi.

## Carrière
Matti Åkerblom naît dans la cabane de Pärnä à Eräjärvi.
Il est apprenti de Antti Piimänen à Turku et devient un très bon charpentier et constructeur d'églises.
Matti Åkerblom revient dans le Häme à la fin des années 1770.
Après dix années d’apprentissage, il réalise sa première œuvre : le clocher de l’église d'Halikko.
Matti Åkerblom continue par la construction des églises de Kuorevesi, Kuru et Pihlajavesi dans le style qu'il a appris d'Antti Piimänen.
Plus tard il sera aussi influencé par le style des églises en forme de croix d'ostrobotnie.

## Ouvrages les plus célèbres
- Église d'Angelniemi, (1772)
- Ancienne église de Pihlajavesi , (1780)
- Église d'Orivesi, 1780
- Ancienne église de Messukylä, restauration de (1796–1797)
- Église de Kuorevesi, 1779
- Église de Kuhmalahti, clocher (1782)
- Église de Ruovesi, (1778)
- Église de Kuru, (1781)
- Église de Kuhmoinen, (1785)
- Église de Teisko, (1788)
- Église de Nurmijärvi, (1793)
- Église de Tyrväntö, (1800)
- Église de Vesilahti, (1802)

## Galerie

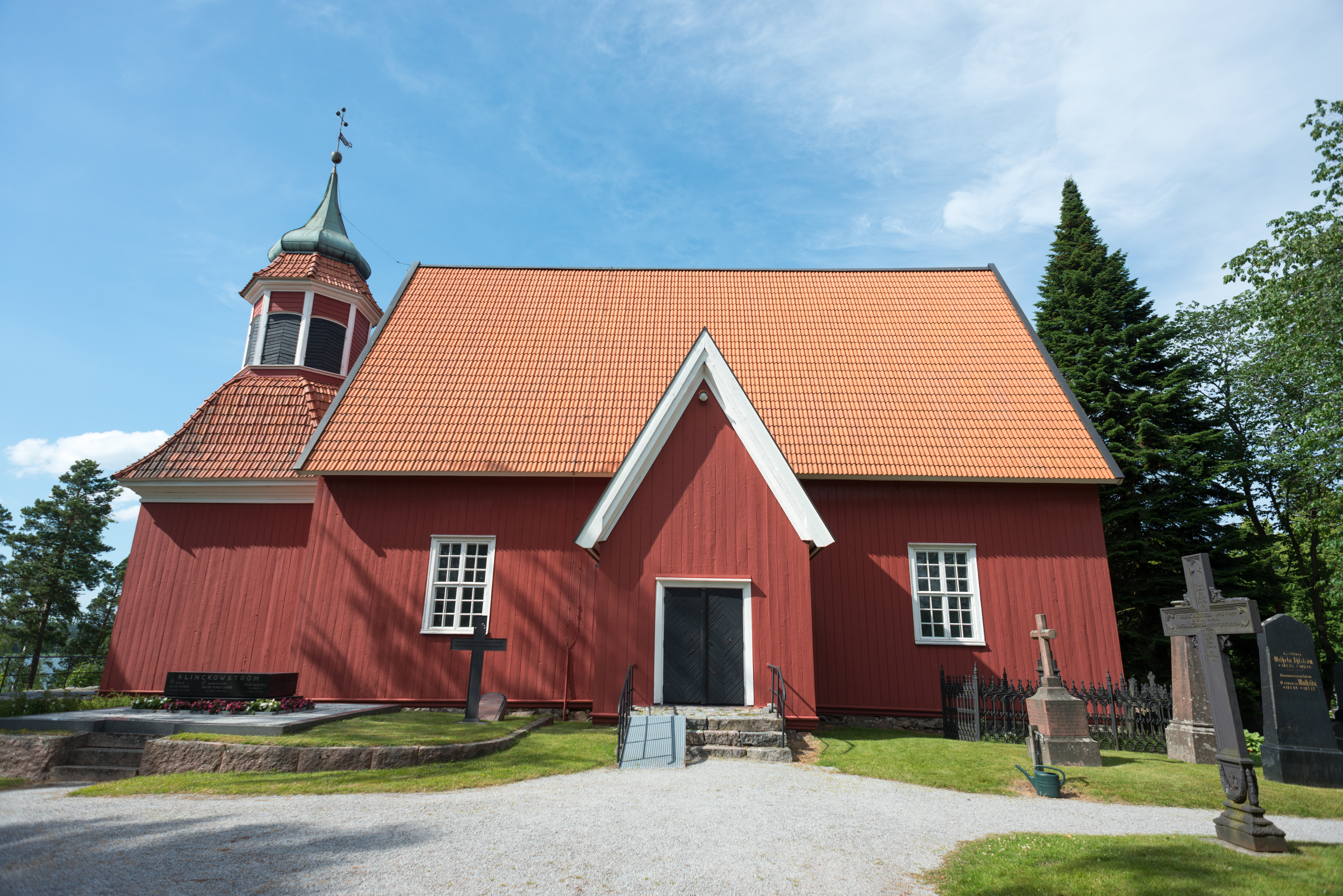
Église d'Angelniemi.
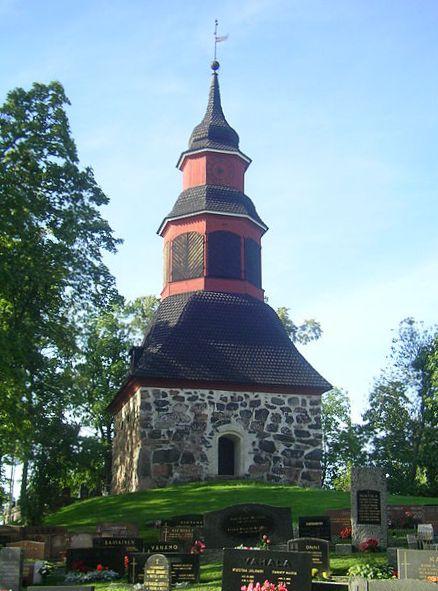
Clocher de l'église d'Halikko.
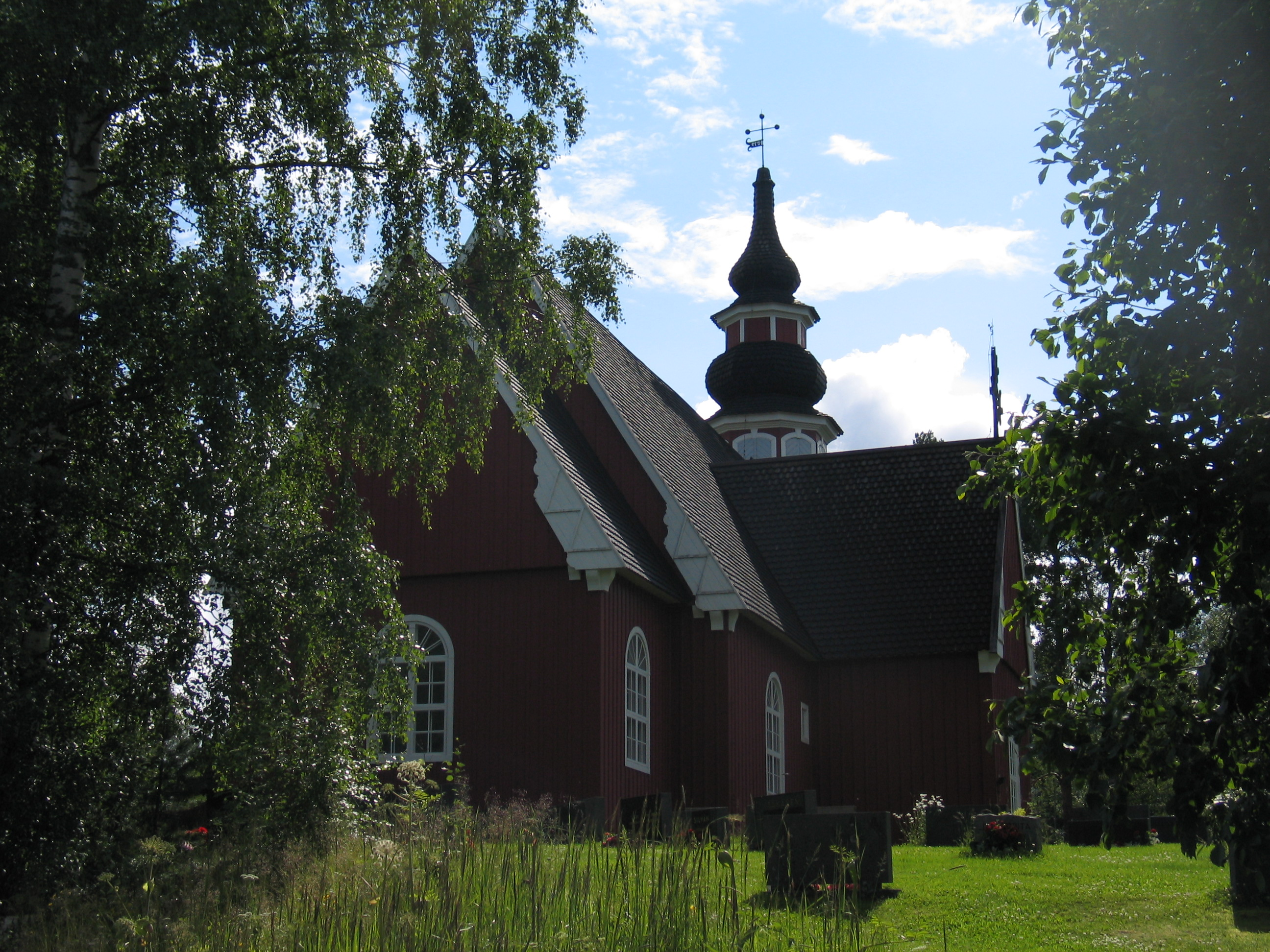
Église de Kuorevesi.
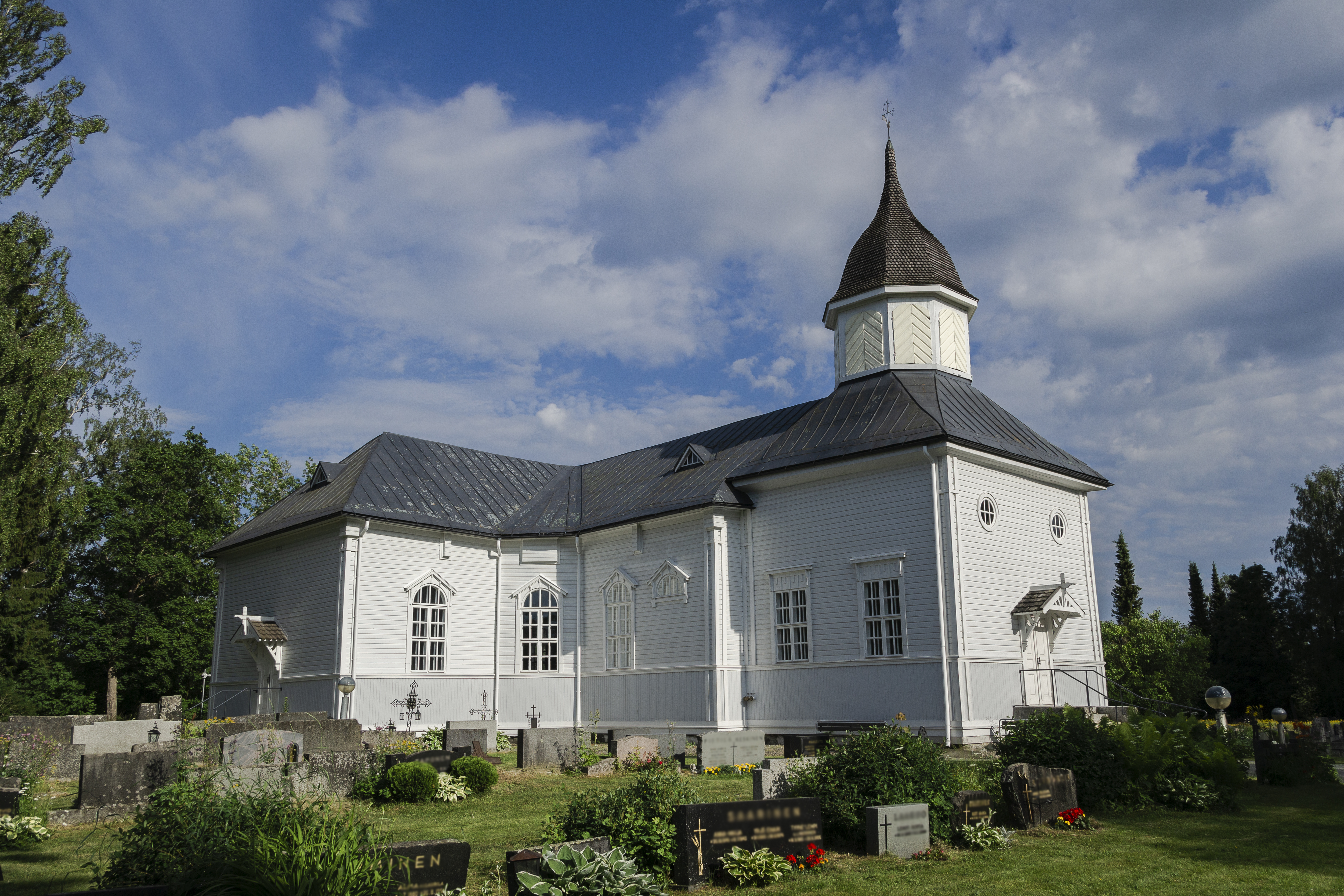
Église de Tyrväntö.
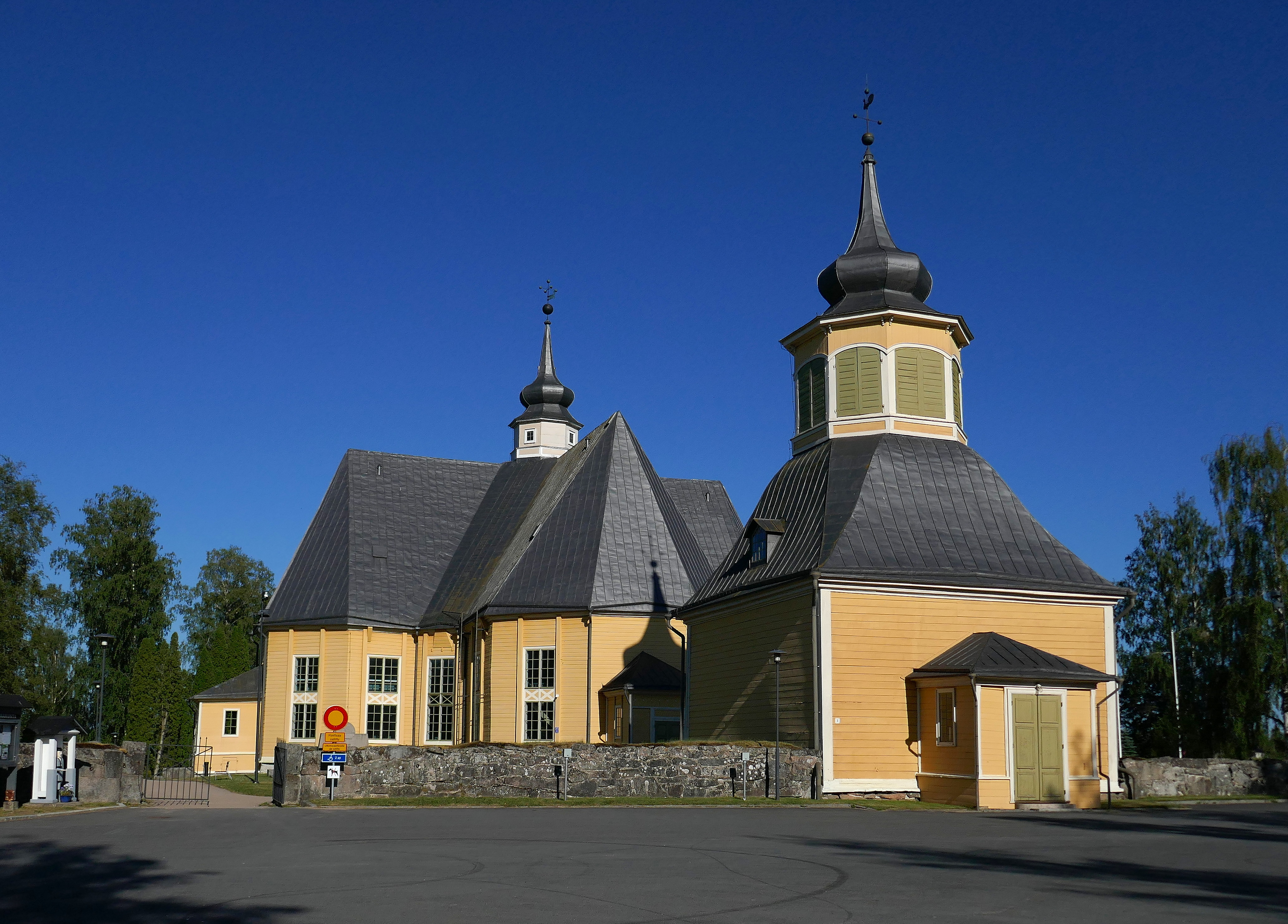
Église de Ruovesi.